# تاماش سومباتهیی
تاماش سومباتهِیی (مجاری: Szombathelyi Tamás؛ زادهٔ ۱ مهٔ ۱۹۵۳) ورزشکار پنج‌گانه مدرن اهل مجارستان است.
وی در مسابقات کشوری و بین‌المللی در مجموع برندهٔ ۲ مدال نقره شده‌است.